# Kiesza
Kiesza, artiestennaam van Kiesa Rae Ellestad (Calgary, 16 januari 1989), is een Canadese singer-songwriter.
Ze brak na een jarenlange carrière wereldwijd door met haar housesingle Hideaway (2014). De single bereikte de eerste plaats in Nederland, Vlaanderen en het Verenigd Koninkrijk. De track staat op een gelijknamige ep met daarop vier nummers, waaronder ook een coverversie van het nummer What is love? van Haddaway. Beide nummers kwamen ook te staan op haar debuutalbum Sound of a woman, dat in oktober 2014 verscheen.
Ze heeft al teksten geschreven voor onder anderen Rihanna, Icona Pop en Kylie Minogue. Momenteel werkt ze zowel in Londen als in New York.

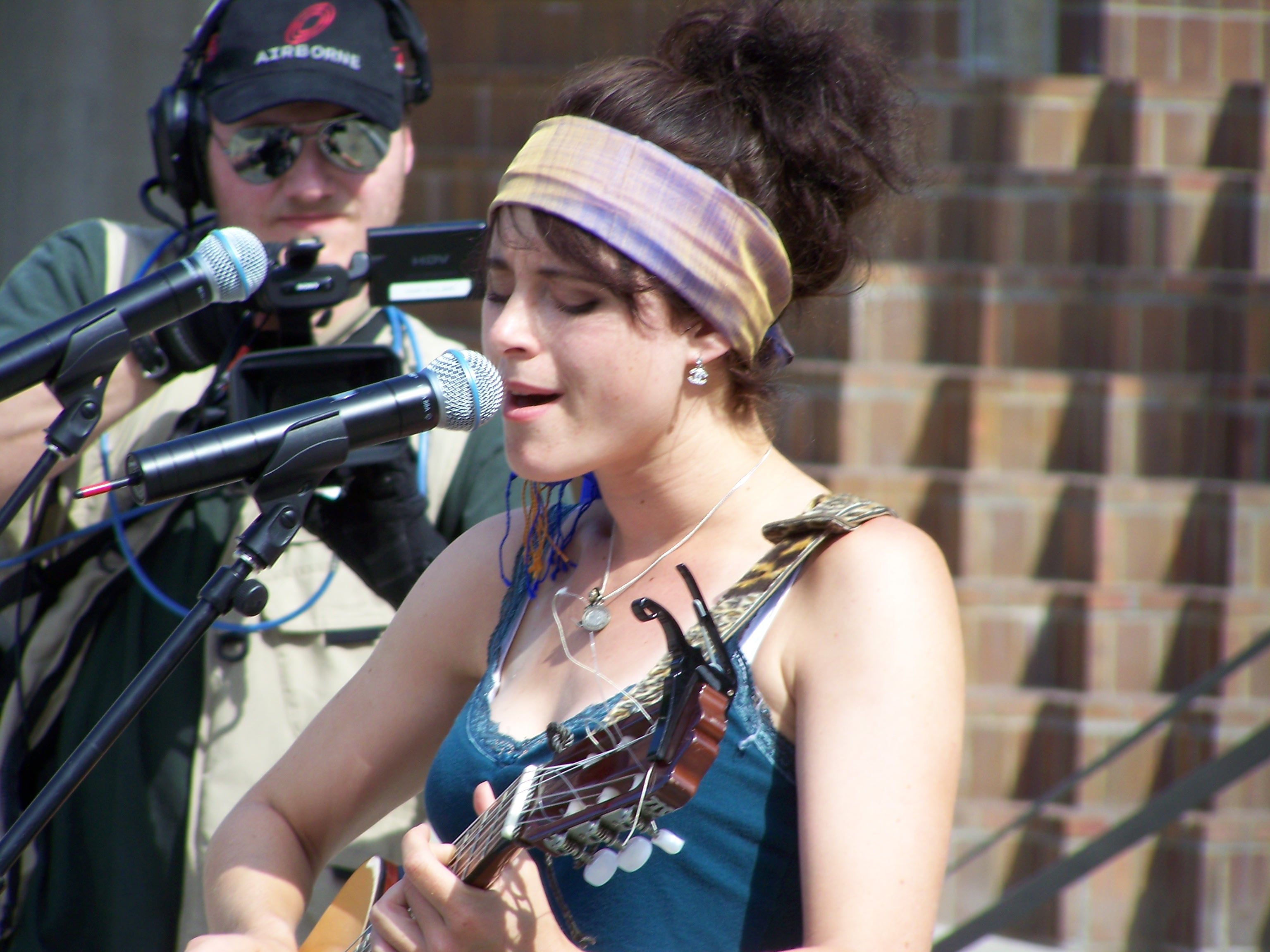
Kiesza

## Discografie

### Albums
| Album met eventuele hitnotering(en) in de Nederlandse Album Top 100 | Datum van verschijnen | Datum van binnenkomst | Hoogste positie | Aantal weken | Opmerkingen |
| ------------------------------------------------------------------- | --------------------- | --------------------- | --------------- | ------------ | ----------- |
| Sound of a woman                                                    | 17-10-2014            | 25-10-2014            | 66              | 1            |             |

| Album met hitnotering(en) in de Vlaamse Ultratop 200 albums | Datum van verschijnen | Datum van binnenkomst | Hoogste positie | Aantal weken | Opmerkingen |
| ----------------------------------------------------------- | --------------------- | --------------------- | --------------- | ------------ | ----------- |
| Sound of a woman                                            | 17-10-2014            | 01-11-2014            | 19              | 20           |             |

### Singles
| Single met eventuele hitnotering(en) in de Nederlandse Top 40 | Datum van verschijnen | Datum van binnenkomst | Hoogste positie | Aantal weken | Opmerkingen                |
| ------------------------------------------------------------- | --------------------- | --------------------- | --------------- | ------------ | -------------------------- |
| Hideaway                                                      | 11-04-2014            | 10-05-2014            | 4               | 19           | Nr. 1 in de Single Top 100 |
| Giant in my heart                                             | 2014                  | 20-09-2014            | tip8            | -            |                            |
| Don't want you back                                           | 2017                  | 10-06-2017            | tip6            | -            | met Bakermat               |

| Single met hitnotering(en) in de Vlaamse Ultratop 50 | Datum van verschijnen | Datum van binnenkomst | Hoogste positie | Aantal weken | Opmerkingen     |
| ---------------------------------------------------- | --------------------- | --------------------- | --------------- | ------------ | --------------- |
| Hideaway                                             | 2014                  | 03-05-2014            | 1 (3wk)         | 26           | Goud            |
| Take ü there                                         | 2014                  | 04-10-2014            | tip84           | -            | met Jack Ü      |
| Giant in my heart                                    | 2014                  | 11-10-2014            | 12              | 11           |                 |
| No enemiesz                                          | 2014                  | 15-11-2014            | tip37           | -            |                 |
| Teach me                                             | 2015                  | 07-03-2015            | tip29           | -            | met Joey Bada$$ |
| Sound of a woman                                     | 2015                  | 18-04-2015            | tip28           | -            |                 |
| Don't want you back                                  | 2017                  | 17-06-2017            | tip41           | -            | met Bakermat    |

## Privé
Op zestienjarige leeftijd nam Kiesza deel aan het Sail and Life Training Society (SALTS)-programma en werd in 2007 zeilinstructrice bij de Glenmore Sailing School. Een jaar later trad ze samen met haar broer toe tot de reservisten van de Royal Canadian Navy en werd een NavCom (Naval Communicator). Tijdens haar marinetijd leerde Kiesza zichzelf gitaar spelen. In 2017 raakte Kiesza betrokken bij een zwaar auto-ongeluk, terwijl ze passagier was in een taxi. Het herstel duurde ruim zes maanden.
- Bibliothèque nationale de France: cb169434722 (data)
- Gemeinsame Normdatei: 1069609226
- International Standard Name Identifier: 0000 0004 4443 5671
- Library of Congress Control Number: no2015101600
- MusicBrainz: 87ff5ccd-64cd-45d6-bba3-ba2647e85d74
- Nationale Bibliotheek van Tsjechië: xx0191508
- Virtual International Authority File: 313304054
- WorldCat: E39PBJht7vcPf8gjrrC47c9VYP